# 島川俊郎
島川 俊郎（しまかわ としお、1990年5月28日 - ）は、千葉県市川市出身のプロサッカー選手。ポジションはディフェンダー（センターバック）、ミッドフィールダー。J3リーグ・SC相模原所属。

## 来歴

### プロ入り前
元々野球選手になりたかったが、友達がサッカー部に入ったのをきっかけに小学校2年生の時にサッカーを始める。県のトレセンに参加したときに出会った柏レイソルジュニアの面々に衝撃を受け、自身も県選抜に入ったことをきっかけに柏レイソルジュニアユースに加入する。このときの柏レイソルユースは吉田達磨の指導の下「黄金世代」と呼ばれた世代で、同期だけで酒井宏樹、工藤壮人、比嘉厚平、山崎正登、武富孝介、仙石廉、指宿洋史、畑田真輝、そして島川という計9名のプロ選手を輩出している。

### ベガルタ仙台/東京ヴェルディ
トップチーム昇格は果たせず、クラブユース選手権にスカウトが見に来たというベガルタ仙台に2009年に入団。U-20日本代表のスペイン遠征メンバーに選ばれるなど期待されたが、2009年秋に左膝外側半月板損傷で手術を受ける、2011年夏の練習中に右足関節脱臼骨折で全治4ヵ月の重傷を負うなど度重なるケガを負い、トップでの出場機会は無かった。
2012年に出場機会を求めて東京ヴェルディに期限付き移籍するが、ここでも出場機会はなかった。

### ブラウブリッツ秋田
2012年7月に当時日本フットボールリーグ（JFL）のブラウブリッツ秋田に期限つき移籍。同年7月29日のJFL第22節・横河武蔵野FC戦（江東区夢の島陸上競技場）で公式戦初出場を果たしたが、その試合で前半だけで2枚の警告を貰い退場となった。
2013年シーズン前に仙台へ復帰したが、出場機会は得られず同年6月に再度秋田へ期限付き移籍した。2014年からはJ3リーグに参入した秋田へ完全移籍。守備の要として32試合に出場。翌年はキャプテンも務め35試合に出場した。

### レノファ山口/栃木SC
2016年、4年間在籍した秋田を離れ、J2に昇格したレノファ山口FCに完全移籍。しかし、3度の肉離れもあって2試合の出場にとどまり、夏の移籍期間で、秋田時代の恩師・横山雄次が率いる栃木SCに期限付き移籍。サイドバックとしてチームをJ2・J3入れ替え戦にまで導いたが、J2昇格を逃した。

### ヴァンフォーレ甲府
2017年、柏U-18時代に指導を受けた吉田達磨の誘いに応じ、ヴァンフォーレ甲府に完全移籍。第5節・北海道コンサドーレ札幌戦にてJ1初出場を果たしたものの、前半戦の出場機会は2試合に留まっていた。しかし、ベテランの山本英臣のプレーに感化されたこともあり、後半戦ではアンカーのポジションで先発の座を勝ち取り、7試合連続で先発出場するなど出場機会を伸ばした。

### 大分トリニータ
2019年、J1に昇格した大分トリニータに完全移籍。2020年9月9日のJ1第15節・湘南ベルマーレ戦にてJ1初得点をマークした。

### サガン鳥栖
2020年12月30日、わざわざ練習を見に行くほど「サッカーに魅力を感じていた」というサガン鳥栖への完全移籍が発表された。
2023年12月5日、契約満了が発表された。

### 徳島ヴォルティス
2024年1月5日、徳島ヴォルティスへの移籍を発表。開幕から全7試合に出場していたが、4月1日に現役を引退することを発表した。

### 台中FUTURO
引退後は鳥栖市を拠点とし、かつての在籍クラブを訪れながら愛車での日本一周を行なっていたが、台湾社会人甲級サッカーリーグの台中FUTUROからのオファーを受け、2024年7月20日に同クラブへの入団が発表された。

### SC相模原
2024年12月27日、SC相模原へ移籍することが発表された。

## 人物・エピソード
- 小学1年生から中学卒業まで習っていたというピアノ演奏を特技としており、個人で電子ピアノを所有している[23]。過去には宮城県南三陸町での復興支援活動や[24]、ホームタウンの小学校との交流イベントなどで演奏を披露している[13]。また美声の持ち主とも評され、2020年に新型コロナウイルス感染症の影響でリーグが中断になったときには自身のInstagramにピアノ弾き語りの動画を毎日更新して話題となった[23][25]。

## 所属クラブ
- 市川FC（市川市立国分小学校）
- 2003年 - 2005年 柏レイソルU-15
- 2006年 - 2008年 柏レイソルU-18（柏日体高等学校）
- 2009年 - 2013年  ベガルタ仙台
  - 2012年1月 - 同年7月  東京ヴェルディ（期限付き移籍）
  - 2012年7月 - 同年12月  ブラウブリッツ秋田（期限付き移籍）
  - 2013年6月 - 同年12月  ブラウブリッツ秋田（期限付き移籍）
- 2014年 - 2015年  ブラウブリッツ秋田
- 2016年  レノファ山口FC
  - 2016年7月 - 同年12月  栃木SC（期限付き移籍）
- 2017年 - 2018年  ヴァンフォーレ甲府
- 2019年 - 2020年  大分トリニータ
- 2021年 - 2023年  サガン鳥栖
- 2024年1月 - 同年4月  徳島ヴォルティス
- 2024年7月 - 同年12月 台中FUTURO
- 2025年 -  SC相模原

## 個人成績
| 国内大会個人成績 | 国内大会個人成績 | 国内大会個人成績 | 国内大会個人成績 | 国内大会個人成績 | 国内大会個人成績 | 国内大会個人成績 | 国内大会個人成績 | 国内大会個人成績 | 国内大会個人成績 | 国内大会個人成績 | 国内大会個人成績 |
| 年度             | クラブ           | 背番号           | リーグ           | リーグ戦         | リーグ戦         | リーグ杯         | リーグ杯         | オープン杯       | オープン杯       | 期間通算         | 期間通算         |
| 年度             | クラブ           | 背番号           | リーグ           | 出場             | 得点             | 出場             | 得点             | 出場             | 得点             | 出場             | 得点             |
| 日本             | 日本             | 日本             | 日本             | リーグ戦         | リーグ戦         | リーグ杯         | リーグ杯         | 天皇杯           | 天皇杯           | 期間通算         | 期間通算         |
| ---------------- | ---------------- | ---------------- | ---------------- | ---------------- | ---------------- | ---------------- | ---------------- | ---------------- | ---------------- | ---------------- | ---------------- |
| 2009             | 仙台             | 29               | J2               | 0                | 0                | -                | -                | 0                | 0                | 0                | 0                |
| 2010             | 仙台             | 29               | J1               | 0                | 0                | 0                | 0                | 0                | 0                | 0                | 0                |
| 2011             | 仙台             | 29               | J1               | 0                | 0                | 0                | 0                | 0                | 0                | 0                | 0                |
| 2012             | 東京V            | 29               | J2               | 0                | 0                | -                | -                | -                | -                | 0                | 0                |
| 2012             | 秋田             | 19               | JFL              | 12               | 0                | -                | -                | 2                | 0                | 14               | 0                |
| 2013             | 仙台             | 4                | J1               | 0                | 0                | 0                | 0                | -                | -                | 0                | 0                |
| 2013             | 秋田             | 22               | JFL              | 15               | 0                | -                | -                | 2                | 0                | 17               | 0                |
| 2014             | 秋田             | 4                | J3               | 32               | 0                | -                | -                | 2                | 0                | 34               | 0                |
| 2015             | 秋田             | 4                | J3               | 35               | 1                | -                | -                | 2                | 1                | 37               | 2                |
| 2016             | 山口             | 20               | J2               | 2                | 0                | -                | -                | -                | -                | 2                | 0                |
| 2016             | 栃木             | 29               | J3               | 11               | 3                | -                | -                | -                | -                | 11               | 3                |
| 2017             | 甲府             | 2                | J1               | 13               | 0                | 5                | 0                | 1                | 0                | 19               | 0                |
| 2018             | 甲府             | 20               | J2               | 14               | 2                | 3                | 0                | 0                | 0                | 17               | 2                |
| 2019             | 大分             | 4                | J1               | 22               | 0                | 2                | 0                | 4                | 0                | 28               | 0                |
| 2020             | 大分             | 4                | J1               | 30               | 2                | 0                | 0                | -                | -                | 30               | 2                |
| 2021             | 鳥栖             | 4                | J1               | 26               | 0                | 3                | 0                | 2                | 0                | 31               | 0                |
| 2022             | 鳥栖             | 4                | J1               | 9                | 0                | 3                | 0                | 2                | 0                | 14               | 0                |
| 2023             | 鳥栖             | 4                | J1               | 4                | 0                | 5                | 0                | 2                | 0                | 11               | 0                |
| 2024             | 徳島             | 27               | J2               | 7                | 0                | 0                | 0                | -                | -                | 7                | 0                |
| 台湾             | 台湾             | 台湾             | 台湾             | リーグ戦         | リーグ戦         | リーグ杯         | リーグ杯         | オープン杯       | オープン杯       | 期間通算         | 期間通算         |
| 2024             | 台中             | 27               | 甲級             | 12               | 1                | -                | -                | -                | -                | 12               | 1                |
| 日本             | 日本             | 日本             | 日本             | リーグ戦         | リーグ戦         | リーグ杯         | リーグ杯         | 天皇杯           | 天皇杯           | 期間通算         | 期間通算         |
| 2025             | 相模原           | 4                | J3               |                  |                  |                  |                  |                  |                  |                  |                  |
| 通算             | 日本             | 日本             | J1               | 104              | 2                | 18               | 0                | 11               | 0                | 133              | 2                |
| 通算             | 日本             | 日本             | J2               | 23               | 2                | 3                | 0                | 0                | 0                | 26               | 2                |
| 通算             | 日本             | 日本             | J3               | 78               | 4                | -                | -                | 4                | 1                | 82               | 5                |
| 通算             | 日本             | 日本             | JFL              | 27               | 0                | -                | -                | 4                | 0                | 31               | 0                |
| 総通算           | 総通算           | 総通算           | 総通算           | 232              | 8                | 21               | 0                | 19               | 1                | 272              | 9                |

その他の公式戦
- 2016年
  - J2・J3入れ替え戦 2試合0得点

| 国際大会個人成績 | 国際大会個人成績 | 国際大会個人成績 | 国際大会個人成績 | 国際大会個人成績 |
| 年度             | クラブ           | 背番号           | 出場             | 得点             |
| AFC              | AFC              | AFC              | ACL              | ACL              |
| ---------------- | ---------------- | ---------------- | ---------------- | ---------------- |
| 2013             | 仙台             | 4                | 0                | 0                |
| 通算             | AFC              | AFC              | 0                | 0                |

- Jリーグ初出場 - 2014年3月9日 J3 第1節 Y.S.C.C.横浜戦（ニッパツ三ツ沢球技場）
- Jリーグ初得点 - 2015年11月1日 J3 第36節 FC琉球戦（あきぎんスタジアム）

## タイトル

### クラブ
ベガルタ仙台
- J2リーグ：1回（2009年）

## 代表歴
- 2005年 U-15日本代表 (AFC U-17選手権予選1試合出場0ゴール)
- 2006年 U-16日本代表候補
- 2009年 U-20日本代表候補